# Dz
Dz — диграф, используемый в орфографиях нескольких языков, использующих латинское письмо. Буквы D и Z, входящие в состав этого диграфа, пишутся раздельно.

## Венгерский и словацкий языки
В венгерском и словацком языках диграф Dz обозначает звук [d͡z]. Он является самостоятельной буквой (9-я буква словацкого и 7-я буква венгерского алфавита) и занимает место в алфавите после буквы D (венгерский) и Ď (словацкий).

## Остальные языки
В остальных языках диграф Dz обозначает звук [d͡z], но в польском, балтийских и других языках он передаётся с помощью диграфа, не считающегося буквой.

## Альтернативные записи
Существуют языки, использующие латиницу и имеющие отдельную букву для записи звука [d͡z], — албанский (в нём для этих целей применяется буква X) и чаморро. В чаморро для звука [d͡z] применяется буква Y, поскольку этот звук происходит от более раннего [d͡ʒ], обозначение которого буквой Y было обусловлено влиянием испанского языка. В итальянском языке звук [d͡z] обозначается буквой Z, но она же используется и для [t͡s]. Чтение буквы Z как [d͡z] существовало также в средневековых романских языках и, возможно, в классической латыни. В романизации японского языка (система Хэпбёрна) буква Z обозначает [d͡z] (или его позиционный вариант [z]), китайского (пиньинь) — непридыхательный [t͡s].

## Юникод
В Юникоде диграфу Dz присвоены коды U+01F1 Ǳ latin capital letter dz, U+01F2 ǲ latin capital letter d with small letter z, U+01F3 ǳ latin small letter dz. Они предназначены для совместимости с югославскими кодировками, поддерживающими транслитерацию македонского языка, где диграф соответствует кириллической букве Ѕ.